# Fuencemillán (kommunhuvudort)
Fuencemillán är en kommunhuvudort i Spanien.   Den ligger i provinsen Provincia de Guadalajara och regionen Kastilien-La Mancha, i den centrala delen av landet, 80 km nordost om huvudstaden Madrid. Fuencemillán ligger 799 meter över havet och antalet invånare är 103.
Terrängen runt Fuencemillán är kuperad västerut, men österut är den platt. Runt Fuencemillán är det mycket glesbefolkat, med 6 invånare per kvadratkilometer. Närmaste större samhälle är Yunquera de Henares, 19,5 km söder om Fuencemillán. Trakten runt Fuencemillán består till största delen av jordbruksmark.